# Ronde van de Haut-Var 2015
De 47e editie van de wielerwedstrijd Ronde van de Haut-Var vond plaats in 2015 op 21 en 22 februari. De start was in Le Cannet-des-Maures, de finish in Draguignan. De wedstrijd maakte deel uit van de UCI Europe Tour 2015, in de wedstrijdcategorie 2.1. In 2014 won de Colombiaan Carlos Betancur. Deze editie werd gewonnen door de Luxemburger Ben Gastauer.

## Deelnemende ploegen
| WorldTour        | ProContinentaal              | Continentaal            |
| ---------------- | ---------------------------- | ----------------------- |
| AG2R La Mondiale | Bretagne-Séché Environnement | Armée de Terre          |
| FDJ              | Cofidis                      | Auber 93                |
| BMC Racing Team  | Europcar                     | Marseille 13 KTM        |
| Giant-Alpecin    | Androni Giocattoli           | Roubaix Lille Métropole |
| IAM Cycling      | CCC Polsat Polkowice         | Frøy Oslo               |
| Katjoesja        | Cult Energy                  | Veranclassic-Ekoi       |
|                  |                              | Vérandas Willems        |
|                  |                              | Wallonie-Bruxelles      |

## Etappe-overzicht
| etappe | datum       | start                | finish     | type      | afstand  | winnaar      | klassementsleider |
| ------ | ----------- | -------------------- | ---------- | --------- | -------- | ------------ | ----------------- |
| 1e     | 21 februari | Le Cannet-des-Maures | Seillans   | Heuvelrit | 170 km   | Ben Gastauer | Ben Gastauer      |
| 2e     | 22 februari | Draguignan           | Draguignan | Heuvelrit | 194,7 km | Luka Mezgec  | Ben Gastauer      |

## Etappe-uitslagen

### 1e etappe
| Le Cannet-des-Maures - Seillans (170 km) |                    |                              |          |
| Plaats                                   | Naam               | Ploeg                        | Tijd     |
| Winnaar                                  | Ben Gastauer       | AG2R La Mondiale             | 4u11'15" |
| 2                                        | Jonathan Hivert    | Bretagne-Séché Environnement | + 7"     |
| 3                                        | Philippe Gilbert   | BMC Racing Team              | z.t.     |
| 4                                        | Fabian Wegmann     | Cult Energy                  | z.t.     |
| 5                                        | Christophe Laporte | Cofidis                      | z.t.     |
| 6                                        | Simon Špilak       | Katjoesja                    | z.t.     |
| 7                                        | Aleksej Tsatevitsj | Katjoesja                    | z.t.     |
| 8                                        | Matthieu Ladagnous | FDJ                          | z.t.     |
| 9                                        | Linus Gerdemann    | Cult Energy                  | z.t.     |
| 10                                       | Ángel Vicioso      | Katjoesja                    | z.t.     |
|                                          |                    |                              |          |
| 77                                       | Roy Curvers        | Giant-Alpecin                | + 2'17"  |

### 2e etappe
| Draguignan - Draguignan (194,7 km) |                     |                              |          |
| Plaats                             | Naam                | Ploeg                        | Tijd     |
| Winnaar                            | Luka Mezgec         | Giant-Alpecin                | 5u03'06" |
| 2                                  | Philippe Gilbert    | BMC Racing Team              | z.t.     |
| 3                                  | Baptiste Planckaert | Roubaix Lille Métropole      | z.t.     |
| 4                                  | Matthieu Ladagnous  | FDJ                          | z.t.     |
| 5                                  | Julien El Fares     | Marseille 13 KTM             | z.t.     |
| 6                                  | Brent Bookwalter    | BMC Racing Team              | z.t.     |
| 7                                  | Jonathan Hivert     | Bretagne-Séché Environnement | z.t.     |
| 8                                  | Rudy Molard         | Cofidis                      | z.t.     |
| 9                                  | Alexis Vuillermoz   | AG2R La Mondiale             | z.t.     |
| 10                                 | Aleksej Tsatevitsj  | Katjoesja                    | z.t.     |
|                                    |                     |                              |          |
| 50                                 | Roy Curvers         | Giant-Alpecin                | + 3'20"  |

## Eindklassementen
| Plaats    | Naam                | Ploeg                        | Tijd     |
| --------- | ------------------- | ---------------------------- | -------- |
| Gele trui | Ben Gastauer        | AG2R La Mondiale             | 9u14'21" |
| 2         | Philippe Gilbert    | BMC Racing Team              | + 7"     |
| 3         | Jonathan Hivert     | Bretagne-Séché Environnement | z.t.     |
| 4         | Matthieu Ladagnous  | FDJ                          | z.t.     |
| 5         | Baptiste Planckaert | Roubaix Lille Métropole      | z.t.     |
| 6         | Aleksej Tsatevitsj  | Katjoesja                    | z.t.     |
| 7         | Julien El Fares     | Marseille 13 KTM             | z.t.     |
| 8         | Davide Rebellin     | CCC Polsat Polkowice         | z.t.     |
| 9         | Alexis Vuillermoz   | AG2R La Mondiale             | z.t.     |
| 10        | Yoann Bagot         | Cofidis                      | z.t.     |
| 11        | Ángel Vicioso       | Katjoesja                    | z.t.     |
| 12        | Pierrick Fédrigo    | Bretagne-Séché Environnement | z.t.     |
| 13        | Brent Bookwalter    | BMC Racing Team              | z.t.     |
| 14        | Julien Loubet       | Marseille 13 KTM             | z.t.     |
| 15        | Quentin Pacher      | Armée de Terre               | z.t.     |
| 16        | Sébastien Delfosse  | Wallonie-Bruxelles           | z.t.     |
| 17        | Eduardo Sepúlveda   | Bretagne-Séché Environnement | z.t.     |
| 18        | Darwin Atapuma      | BMC Racing Team              | z.t.     |
| 19        | Chad Haga           | Giant-Alpecin                | z.t.     |
| 20        | Théo Vimpère        | Auber 93                     | z.t.     |
|           |                     |                              |          |
| 61        | Roy Curvers         | Giant-Alpecin                | + 5'37"  |

| Plaats      | Naam             | Ploeg                        | Punten |
| ----------- | ---------------- | ---------------------------- | ------ |
| Groene trui | Philippe Gilbert | BMC Racing Team              | 36     |
| 2           | Ben Gastauer     | AG2R La Mondiale             | 29     |
| 3           | Jonathan Hivert  | Bretagne-Séché Environnement | 29     |
|             |                  |                              |        |
| 10          | Roy Curvers      | Giant-Alpecin                | 10     |

| Plaats    | Naam                | Ploeg             | Punten |
| --------- | ------------------- | ----------------- | ------ |
| Rode trui | Ignatas Konovalovas | Marseille 13 KTM  | 48     |
| 2         | Serge Dewortelaer   | Veranclassic-Ekoi | 24     |
| 3         | Julien Guay         | Auber 93          | 16     |
|           |                     |                   |        |
| 6         | Albert Timmer       | Giant-Alpecin     | 10     |

| Plaats     | Naam              | Ploeg                        | Tijd     |
| ---------- | ----------------- | ---------------------------- | -------- |
| Witte trui | Quentin Pacher    | Armée de Terre               | 9u14'28" |
| 2          | Eduardo Sepúlveda | Bretagne-Séché Environnement | z.t.     |
| 3          | Jimmy Turgis      | Roubaix Lille Métropole      | + 53"    |
|            |                   |                              |          |
| 7          | Zico Waeytens     | Giant-Alpecin                | + 3'20"  |

| Plaats | Ploeg                        | Tijd      |
| ------ | ---------------------------- | --------- |
|        | Bretagne-Séché Environnement | 27u43'24" |
| 2      | BMC Racing Team              | z.t.      |
| 3      | AG2R La Mondiale             | + 2"      |
|        |                              |           |
| 13     | Wallonie-Bruxelles           | + 6'54"   |

## Klassementenverloop
| Etappe       | Winnaar      | Algemeen klassement · | Puntenklassement · | Bergklassement ·    | Jongerenklassement · | Ploegenklassement ·          |
| ------------ | ------------ | --------------------- | ------------------ | ------------------- | -------------------- | ---------------------------- |
| 1            | Ben Gastauer | Ben Gastauer          | Ben Gastauer       | Thomas Vaubourzeix  | Christophe Laporte   | AG2R La Mondiale             |
| 2            | Luka Mezgec  | Ben Gastauer          | Philippe Gilbert   | Ignatas Konovalovas | Quentin Pacher       | Bretagne-Séché Environnement |
| 0Eindstanden | 0Eindstanden | Ben Gastauer          | Philippe Gilbert   | Ignatas Konovalovas | Quentin Pacher       | Bretagne-Séché Environnement |

1969 · 1970 · 1971 · 1972 · 1973 · 1974 · 1975 · 1976 · 1977 · 1978 · 1979 · 1980 · 1981 · 1982 · 1983 · 1984 · 1985 · 1986 · 1987 · 1988 · 1989 · 1990 · 1991 · 1992 · 1993 · 1994 · 1995 · 1996 · 1997 · 1998 · 1999 · 2000 · 2001 · 2002 · 2003 · 2004 · 2005 · 2006 · 2007 · 2008 · 2009 · 2010 · 2011 · 2012 · 2013 · 2014 · 2015 · 2016 · 2017 · 2018 · 2019 · 
2020 · 2021 · 2022 · 2023 · 2024 · 2025
Etappewedstrijden

 Ster van Bessèges · 
 Ronde van de Algarve · 
 Ruta del Sol · 
 Ronde van de Haut-Var · 
 Driedaagse van West-Vlaanderen · 
 Internationale Wielerweek · 
 Internationaal Wegcriterium · 
 Driedaagse van De Panne-Koksijde · 
 Ronde van de Sarthe · 
 Ronde van Castilië en León · 
 Ronde van Trentino · 
 Ronde van Kroatië · 
 Ronde van Turkije · 
 Ronde van Yorkshire · 
 Ronde van Asturië · 
 Vierdaagse van Duinkerke · 
 Ronde van Azerbeidzjan · 
 Ronde van Madrid · 
 Ronde van Beieren · 
 Ronde van Picardië · 
 Ronde van Noorwegen · 
 World Ports Classic · 
 Tour des Fjords · 
 Ronde van Estland · 
 Ronde van België · 
 Ronde van Luxemburg · 
 Boucles de la Mayenne · 
 Ster ZLM Toer · 
 Ronde van Slovenië · 
 Route du Sud · 
 Sibiu Cycling Tour · 
 Ronde van Oostenrijk · 
 Ronde van Wallonië · 
 Ronde van Portugal · 
 Ronde van Burgos · 
 Ronde van Denemarken · 
 Ronde van de Ain · 
 Ronde van Tsjechië · 
 Arctic Race of Norway · 
 Ronde van de Limousin · 
 Ronde van Poitou-Charentes · 
 Ronde van Groot-Brittannië · 
 Ronde van Gévaudan Languedoc-Roussillon · 
 Eurométropole Tour
Eendaagse wedstrijden

 Trofeo Santanyí-Ses Salines-Campos · 
 Trofeo Andratx-Mirador d'Es Colomer · 
 Trofeo Serra de Tramuntana · 
 Trofeo Playa de Palma-Palma · 
 GP La Marseillaise · 
 Grote Prijs van de Etruskische Kust · 
 Ronde van Murcia · 
 Clásica de Almería · 
 Trofeo Laigueglia · 
 Omloop Het Nieuwsblad · 
 Classic Sud Ardèche · 
 GP Lugano · 
 La Drôme Classic · 
 Kuurne-Brussel-Kuurne · 
 Le Samyn · 
 Strade Bianche · 
 Ronde van Drenthe · 
 Dwars door Drenthe · 
 Nokere Koerse · 
 GP Nobili Rubinetterie · 
 Handzame Classic · 
 Ronde van Zeeland Seaports · 
 Classic Loire-Atlantique · 
 Grote Prijs van Cholet-Pays de Loire · 
 Dwars door Vlaanderen · 
 Classica Corsica · 
 Route Adélie de Vitré · 
 Grote Prijs Miguel Indurain · 
 Volta Limburg Classic · 
 Ronde van La Rioja · 
 Parijs-Camembert · 
 Scheldeprijs · 
 Klasika Primavera · 
 Brabantse Pijl · 
 GP Denain · 
 Ronde van de Finistère · 
 Tro Bro Léon · 
 La Roue Tourangelle · 
 Ronde van de Apennijnen · 
 Grote Prijs van de Somme · 
 Grote Prijs van Plumelec · 
 ProRace Berlin · 
 Boucles de l'Aulne · 
 GP Kanton Aargau · 
 Ronde van Keulen · 
 Ronde van Limburg · 
 Velothon Wales · 
 Halle-Ingooigem · 
 Trofeo Matteotti · 
 GP Cerami · 
 GP Industria & Artigianato-Larciano · 
 Prueba Villafranca de Ordizia · 
 Ronde van Toscane · 
 Circuito de Getxo · 
 Polynormande · 
 RideLondon Classic · 
 GP Stad Zottegem · 
 Arnhem-Veenendaal Classic · 
 GP Jef Scherens · 
 Druivenkoers Overijse · 
 Schaal Sels · 
 Brussels Cycling Classic · 
 GP Fourmies · 
 Velothon Stockholm · 
 Ronde van de Doubs · 
 Coppa Bernocchi · 
 Coppa Agostoni · 
 GP van Wallonië · 
 Kampioenschap van Vlaanderen · 
 Memorial Marco Pantani · 
 Grote Prijs Impanis-Van Petegem · 
 GP van Isbergues · 
 GP Industria & Commercio di Prato · 
 Omloop van het Houtland · 
 Duo Normand · 
 Ronde van de Drie Valleien · 
 Milaan-Turijn · 
 Ronde van Piemonte · 
 Ronde van het Münsterland · 
 Ronde van de Vendée · 
 Memorial Frank Vandenbroucke · 
 Coppa Sabatini · 
 Parijs-Bourges · 
 Ronde van Emilia · 
 GP Beghelli · 
 Parijs-Tours · 
 Nationale Sluitingsprijs · 
 Chrono des Nations